# Microstylum polygnotus
Microstylum polygnotus là một loài ruồi trong họ Asilidae. Microstylum polygnotus được Walker miêu tả năm 1849. Loài này phân bố ở miền Ấn Độ - Mã Lai.